# ホンダ・モーターサイクル・アンド・スクーター・インディア
ホンダ・モーターサイクル・アンド・スクーター・インディア（Honda Motorcycle and Scooter India, Private Limited）は、インドハリヤーナー州マネサールに本社をおく自動二輪車・スクーターを製造販売する会社。日本の本田技研工業の子会社。略称HMSI。

## 概要
- 本社：ハリヤーナー州マネサール
- 第一工場：ハリヤーナー州マネサール（年間生産能力160万台）
- 第二工場：ラジャスタン州タプカラ（年間生産能力120万台）
- 第三工場：カルナータカ州バンガロール（年間生産能力240万台）
- 第四工場：グジャラート州ヴィッタルプール（2016年2月に操業開始。年間生産台数120万台（拡張計画あり））

## 歴史
1980年代以降、本田技研工業はインド市場に対して地元企業との合弁企業であるヒーロー・ホンダを通じて自動二輪車の製造販売を行ってきたが、1999年にスクーターなどヒーロー・ホンダに無い製品を販売するための子会社として設立。2010年には、ヒーロー・ホンダとの合弁を解消し、HMSI単独でインド市場の開拓に乗り出した。2011年の販売台数を200万台に乗せ、国内シェア14%（第三位）を達成。2013年には、スクーターの販売台数を伸ばし国内シェア第二位となった。
2016年度の二輪車販売台数は、ホンダは472万5,067台を売り上げ、ヒーロー・モトコープの648万3,655台に次ぎ、市場占有率2位となった。合弁解消時の販売網はヒーロー社6000店に対しホンダ800店と差があったが、この頃には5000店を超える販売網を構築した。
2018年、スクーター専用工場である第四工場の年間生産能力を拡大することを発表。第四工場に新しい生産ラインを建設することで、2020年の年間総生産能力は合計700万台となる見込み。
2021年5月1日、インド国内における新型コロナウイルス感染拡大に伴い、同月15日まで国内4工場の操業を中止した。

## 主な車種
- アクティバ（スクーター）
- アクティバ3G（スクーター）
- アクティバi（スクーター）
- アクティバ125（スクーター）
  - 2019年モデルでは、インド国内の排気ガス規制（BS6）をクリアするために特殊な吸気バルブによりシリンダー内のタンブル流を強化する技術が盛り込まれた[7]。
- アビエーター（スクーター）
- ディオ（スクーター）
- ナビ（110ccスポーツモデル）
- ドリーム・ユガ（110ccスポーツモデル）
- ドリーム・ネオ（110ccスポーツモデル）
- ツイスター（110ccスポーツモデル）
- リーヴォ（110ccスポーツモデル）
- CD110ドリームDX（110ccスポーツモデル）
- CBF125スタナー（125ccスポーツモデル）
- シャイン（125ccスポーツモデル）
- ユニコーン（150ccスポーツモデル）
- CBR150R（150ccスポーツモデル）
- CBR250R（250ccスポーツモデル）
- CBR650F（650ccスポーツモデル）
- CB1000R（1000ccスポーツモデル）
- CBR1000RR（1000ccスポーツモデル）
- ゴールドウイング（1800ccスポーツモデル）